# Phiale mimica
Phiale mimica là một loài nhện trong họ Salticidae.
Loài này thuộc chi Phiale. Phiale mimica được Carl Ludwig Koch miêu tả năm 1846.